# Poolbillard-Europameisterschaft 2002
Die Poolbillard-Europameisterschaft 2002 war ein Poolbillardturnier, das vom europäischen Poolbillardverband EPBF in Tampere in Finnland ausgetragen wurde. Nach 1994 fand die EM zum zweiten Mal in Tampere statt.
Ausgespielt wurden die Disziplinen 8-Ball, 9-Ball und 14/1 endlos bei den Herren, Damen und Rollstuhlfahrern, wobei die Rollstuhlfahrer kein 14/1 endlos spielten. Zudem wurden die Mannschafts-Europameister der Herren und Damen ermittelt.
Im 14/1 endlos der Herren gewann der Niederländer Niels Feijen im Finale gegen den Franzosen Stephan Cohen seinen ersten EM-Titel. 8-Ball-Europameister wurde der serbisch-ungarische Spieler Šandor Tot, der das Finale ebenfalls gegen Cohen gewann. Der Deutsche Oliver Ortmann wurde durch einen Finalsieg gegen den Schweizer Sascha Specchia Europameister im 9-Ball. Ralf Souquet gewann mit Bronze im 8-Ball eine weitere Medaille für Deutschland im Herren-Einzel. Niels Feijen war mit einem EM-Titel und zwei Bronzemedaillen der erfolgreichste Spieler.
Die Schwedin Ulrika Andersson wurde durch einen Finalsieg gegen die Deutsche Sandra Ortner Europameisterin im 14/1 endlos. Im 8-Ball gewann die Schwedin Louise Furberg gegen die Norwegerin Line Kjørsvik. Sandra Ortner wurde mit einem Sieg gegen die Italienerin Tiziana Cacciamani 9-Ball-Europameisterin. Franziska Stark gewann zwei Bronzemedaillen. Louise Furberg war mit einem EM-Titel und zweimal Bronze erfolgreichste Spielerin dieser EM.
In den beiden Finals der Rollstuhlfahrer trafen der Finne Jouni Tähti und der Schwede Henrik Larsson aufeinander. Im 9-Ball gewann Titelverteidiger Larsson, 8-Ball-Europameister wurde Tähti. Der Ire Fred Dinsmore gewann zweimal Bronze, der Deutsche Dirk Recktenwald und der Österreicher Emil Schranz jeweils einmal.
Die deutsche Herren-Mannschaft, bestehend aus Thomas Engert, Oliver Ortmann, Ralf Souquet und Thorsten Hohmann, wurde wie schon im Vorjahr Europameister. Im Finale gegen Gastgeber Finnland gewann Deutschland zum 14. Mal den EM-Titel. Ungarn und Vorjahres-Finalist Schweden wurden Dritter. Damen-Europameister wurde die schwedische Mannschaft im Finale gegen Titelverteidiger Deutschland. Dänemark und Finnland gewannen Bronze.

## Medaillengewinner
| Disziplin                | Gold             | Silber             | Bronze             |
| ------------------------ | ---------------- | ------------------ | ------------------ |
| Herren – 14/1 endlos     | Niels Feijen     | Stephan Cohen      | Nick van den Berg  |
| Herren – 14/1 endlos     | Niels Feijen     | Stephan Cohen      | Marcus Chamat      |
| Herren – 8-Ball          | Šandor Tot       | Stephan Cohen      | Niels Feijen       |
| Herren – 8-Ball          | Šandor Tot       | Stephan Cohen      | Ralf Souquet       |
| Herren – 9-Ball          | Oliver Ortmann   | Sascha Specchia    | Niels Feijen       |
| Herren – 9-Ball          | Oliver Ortmann   | Sascha Specchia    | Imran Majid        |
| Herren-Mannschaft        | Deutschland      | Finnland           | Ungarn             |
| Herren-Mannschaft        | Deutschland      | Finnland           | Schweden           |
| Damen – 14/1 endlos      | Ulrika Andersson | Sandra Ortner      | Louise Furberg     |
| Damen – 14/1 endlos      | Ulrika Andersson | Sandra Ortner      | Franziska Stark    |
| Damen – 8-Ball           | Louise Furberg   | Line Kjørsvik      | Lisa Stejlborg     |
| Damen – 8-Ball           | Louise Furberg   | Line Kjørsvik      | Tiziana Cacciamani |
| Damen – 9-Ball           | Sandra Ortner    | Tiziana Cacciamani | Franziska Stark    |
| Damen – 9-Ball           | Sandra Ortner    | Tiziana Cacciamani | Louise Furberg     |
| Damen-Mannschaft         | Schweden         | Deutschland        | Dänemark           |
| Damen-Mannschaft         | Schweden         | Deutschland        | Finnland           |
| Rollstuhlfahrer – 8-Ball | Jouni Tähti      | Henrik Larsson     | Fred Dinsmore      |
| Rollstuhlfahrer – 8-Ball | Jouni Tähti      | Henrik Larsson     | Dirk Recktenwald   |
| Rollstuhlfahrer – 9-Ball | Henrik Larsson   | Jouni Tähti        | Emil Schranz       |
| Rollstuhlfahrer – 9-Ball | Henrik Larsson   | Jouni Tähti        | Fred Dinsmore      |